# Váté písky u Bzence
Váté písky je území chráněné jako národní přírodní památka. Nachází se na Jižní Moravě mezi částí obce Rohatec (Rohatec-kolonie) a železniční stanicí Bzenec-Přívoz v oblasti Bzenecké doubravy (někdy nazývané Moravská Sahara). Rozkládá se z obou stran železniční tratě Přerov–Břeclav v pruhu širokém až 60 m a dlouhém 5,5 km na ploše 94,56 ha. Ze severozápadní strany je rezervace po celé délce lemována borovicovou monokulturou lesa Doubrava, na jihovýchodě sousedí s přírodním parkem Strážnické Pomoraví.
V budoucnosti může být tato rezervace ovlivněna plánovanou stavbou dálnice D55.

## Důvod ochrany
Důvodem ochrany jsou travinné ekosystémy písčitých trávníků a mělkých půd, biotopy vzácných a ohrožených druhů rostlin kavylu písečného (Stipa borysthenica) a kostřavy pochvaté Dominovy (Festuca vaginata subsp. dominii), včetně jejich populací, a biotopy vzácných a ohrožených druhů živočichů: tesaříka Nothorhina muricata, puchýřníka Zonitis flava, slíďáka pískomilného (Alopecosa psammophila) a vřetenušky pozdní (Zygaena laeta), včetně jejich populací.

## Geologie

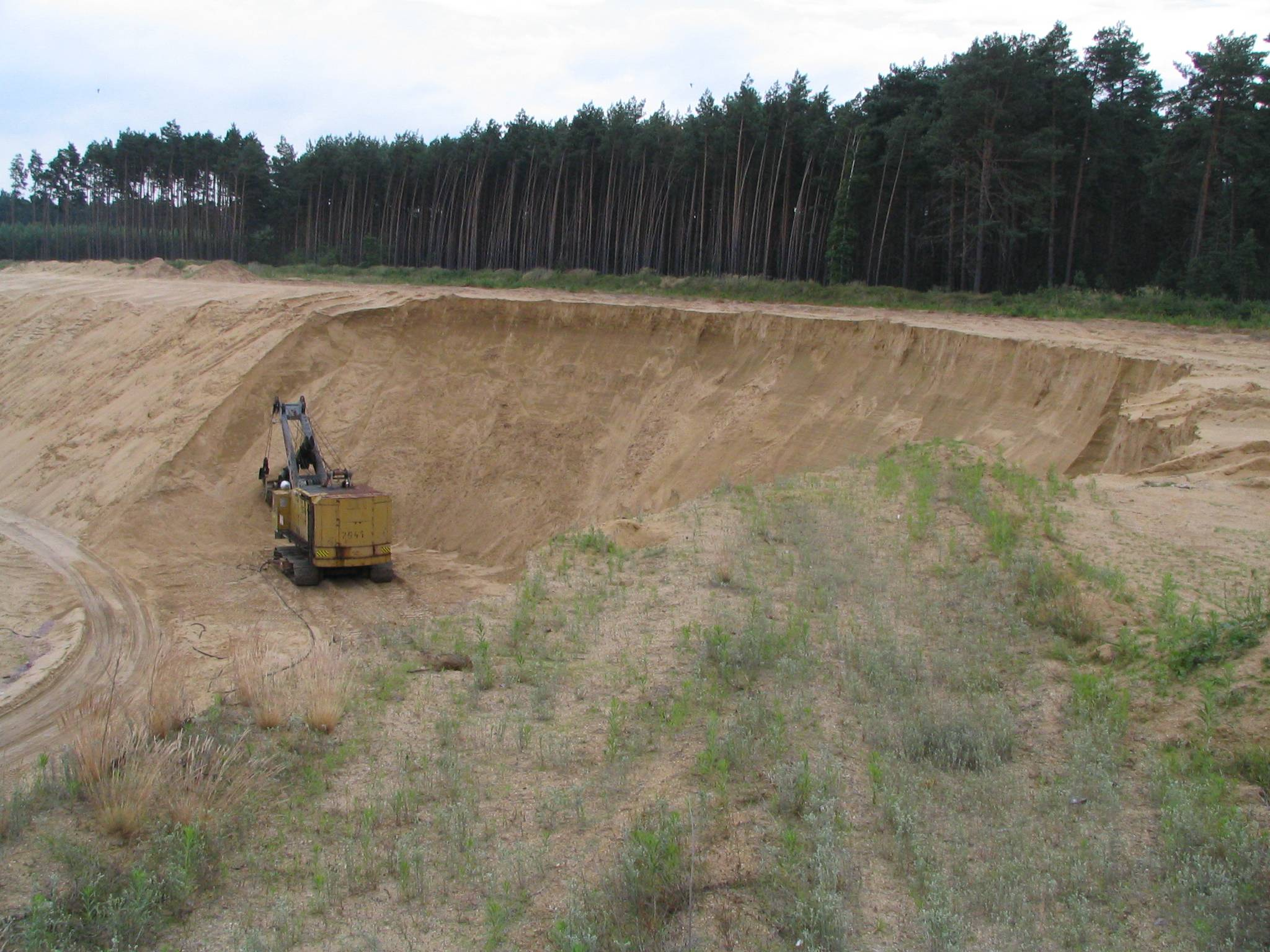
V blízkosti rezervace se nachází rozsáhlá pískovna

Oblast je tvořena sedimenty moře z mladších třetihor, z nichž byly odváty jemnější částice. Písek je tak tvořen čistými křemennými zrny s minimem jiných minerálů. Vrstva písku zde dosahuje mocnosti od 10 do 30 m.

## Historie

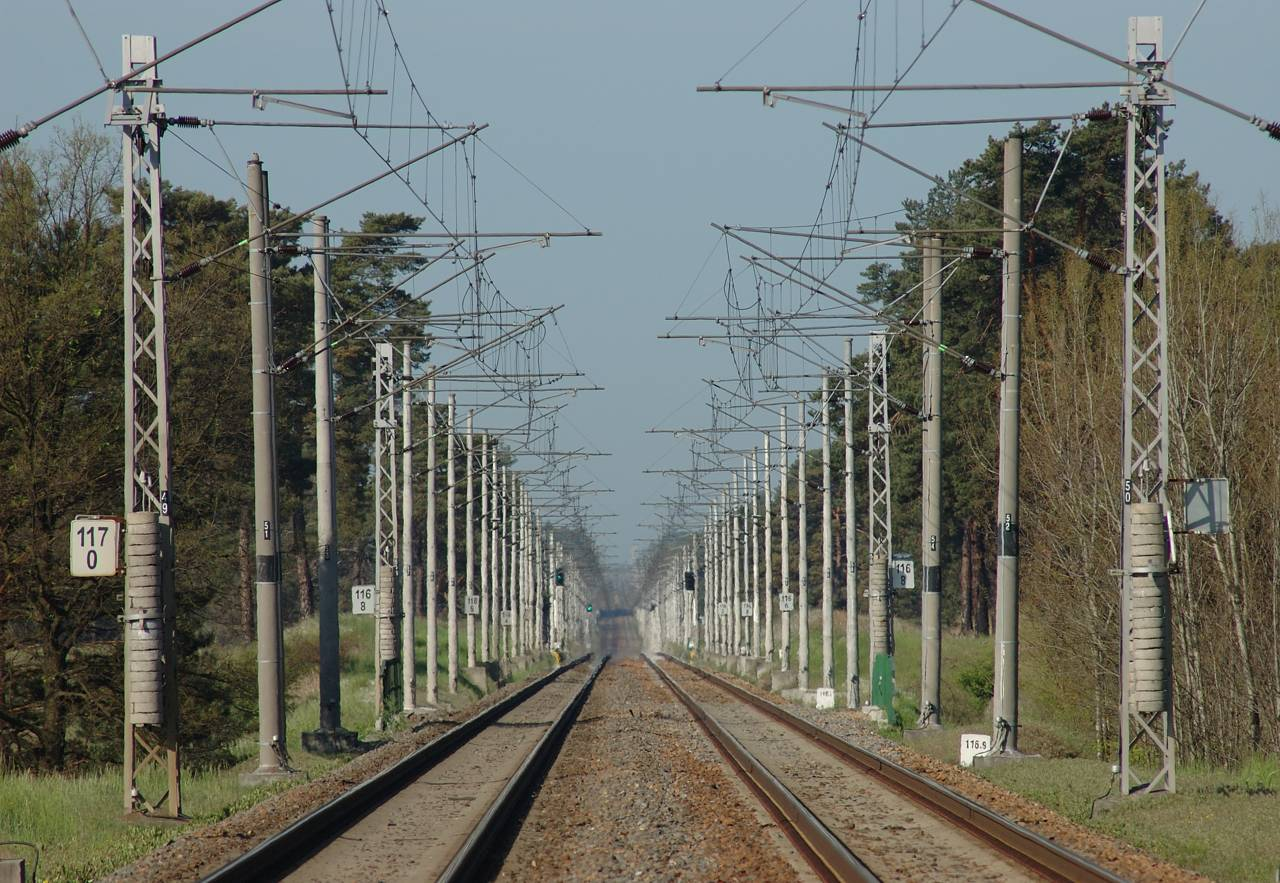
O vznik rezervace se zasloužila železniční trať z Břeclavi do Přerova

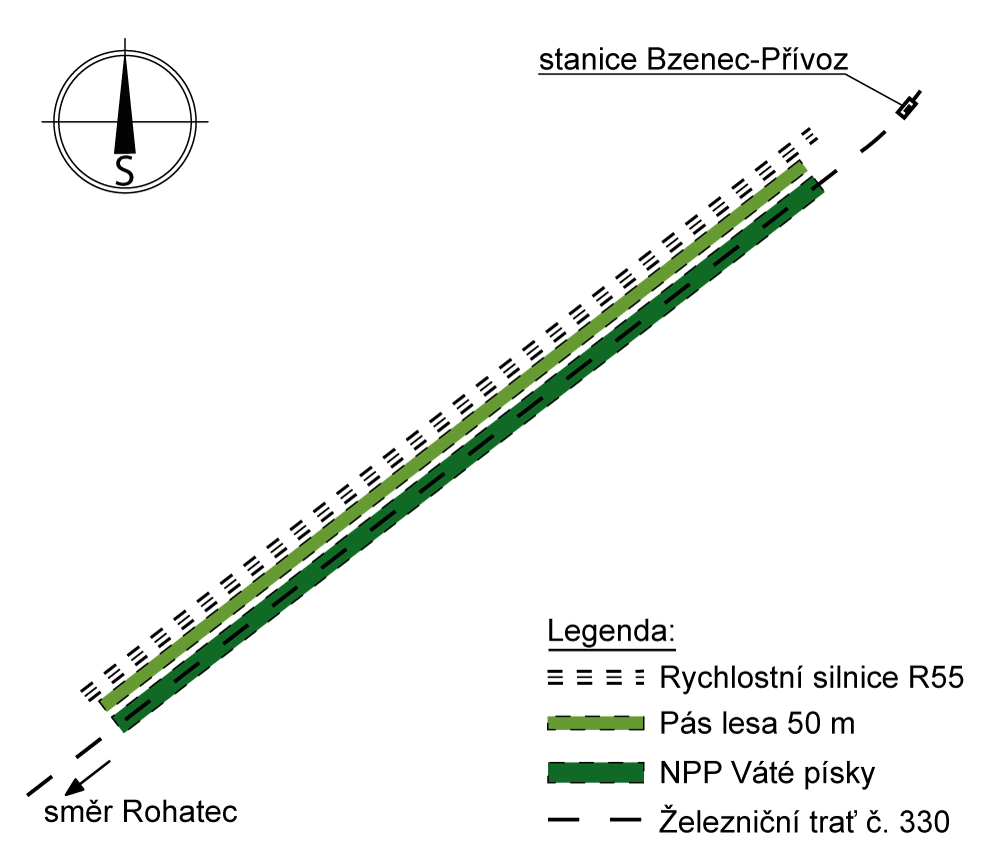
Schéma umístění D55 u NPP Váté písky (původně označované jako rychlostní silnice R55)

Oblast rezervace vátých písků byla zachována díky výstavbě železniční trati tzv. „severní dráhy“ v roce 1840, pro kterou bylo nutno vytvořit bezlesý protipožární pás pro provoz parních lokomotiv. Ten dnes tvoří území přírodní památky. Ostatní oblasti na tzv. Moravské Sahaře byly v 1. pol. 19. století zalesněny lesníkem J. B. Bechtlem. Oblast byla roku 1990 vyhlášena chráněným přírodním útvarem a roku 1992 jako národní přírodní památka.

## Flóra a fauna

### Flóra
Z rostlin je zde nejvíce rozšířený paličkovec šedavý. Dále se zde vyskytuje např.: kavyl písečný (Stipa borysthenica), smil písečný (Helichrysum arenarium), divizna brunátná (Verbascum phoeniceum), psineček psí (Agrostis canina), kostřava písečná (Festuca psammophila), kostřava pochvatá Dominova (Festuca psammophila subsp. dominii).

### Houby
Z hub se na vátých píscích vyskytuje především velmi vzácná outkovka neladná (Dichomitus squalens), která se objevuje už jen na dalších dvou lokalitách v Česku.

### Fauna
Z bezobratlých živočichů jsou zde zastoupeny teplomilné nebo i velmi vzácné druhy hmyzu a pavouků, např.: kudlanka nábožná (Mantis religiosa), ploskoroh pestrý (Libelloides macaronius), mravkolev běžný (Myrmeleon formicarius), pakudlanka jižní (Mantispa styriaca), stepník rudý (Eresus kollari Rossi), svižník polní (Cicindela campestris), chroustek opýřený (Anoxia pilosa), pestrokřídlec podražcový (Zerynthia polyxena). Z obratlovců jsou to např.: ještěrka zelená (Lacerta viridis), užovka hladká (Coronella austriaca), skřivan lesní (Lullula arborea), dudek chocholatý (Upupa epops). 

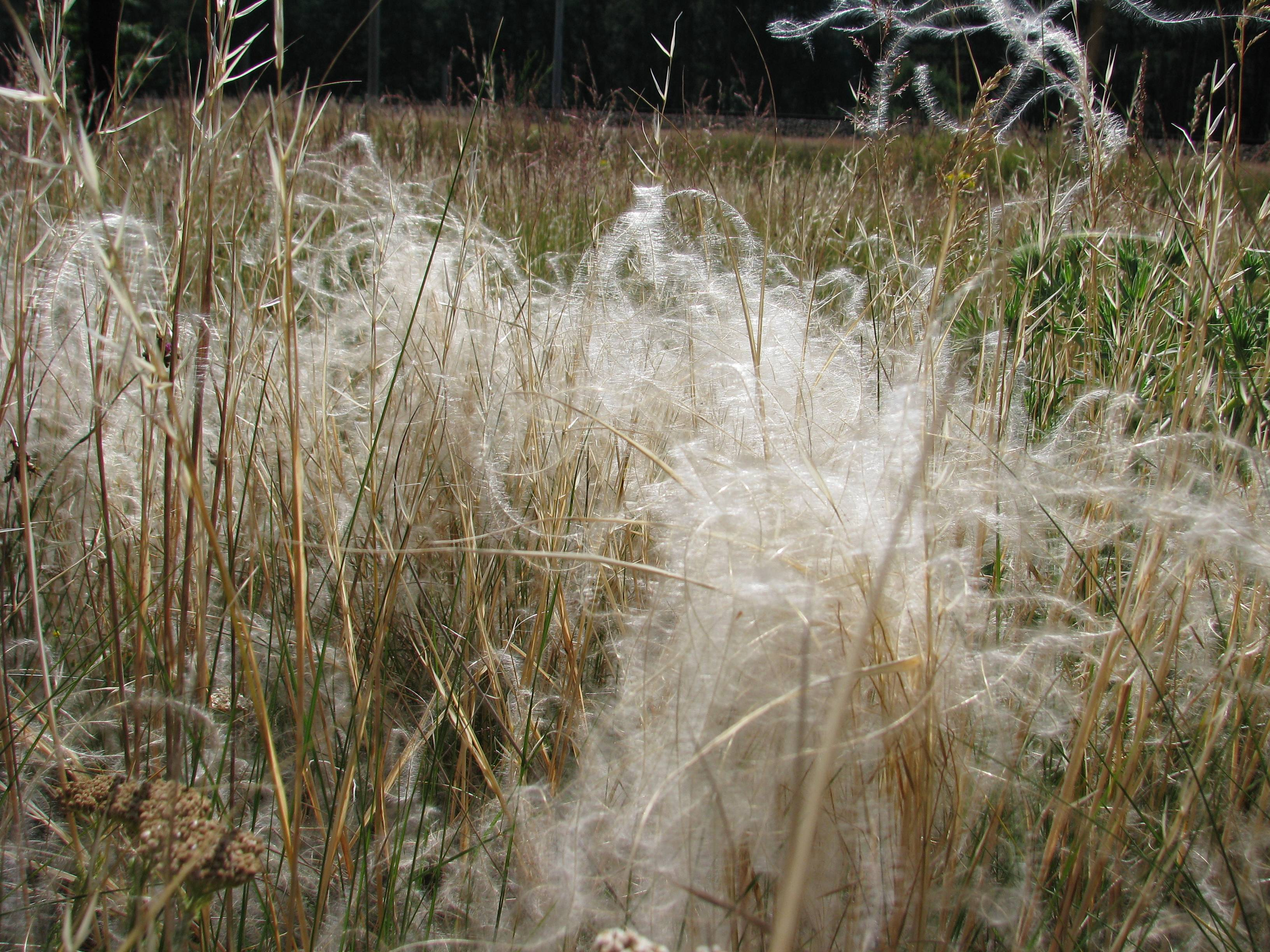
Kavyl písečný v květu
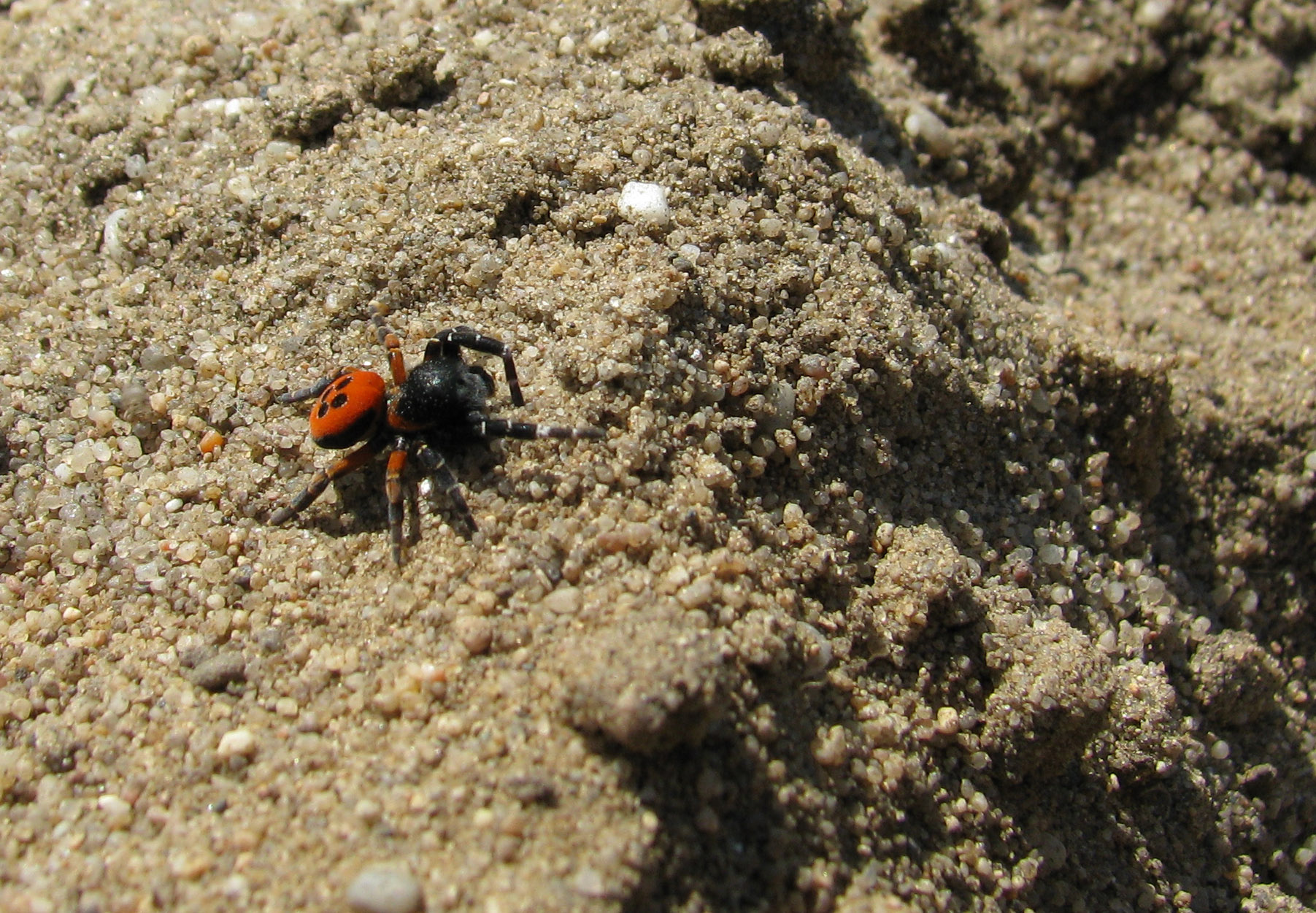
Stepník rudý, vzácný pavouk

## Výstavba dálnice D55 v blízkosti rezervace
Mezi lety 2012 až 2015 mělo dojít v blízkosti národní přírodní památky k výstavbě dálnice D55. Silnice povede podél národní přírodní památky Váté písky ve vzdálenosti přibližně 60 metrů v celé její délce 5,5 km. Památka bude oddělena od silnice 50m pruhem lesa. Projekt dálnice podél Vátých písků může být proveden v jedné ze 2 možných variant. Rozdíl mezi nimi je v zakrytí či nezakrytí celé dálnice průsvitným materiálem a pletivem. Ministerstvem životního prostředí byla jako jediná přijatelná schválena varianta zakryté dálnice. Podél památky budou přes dálnici vybudovány dvě přemostění a jeden ekomost.